# Tierrasanta (San Diego)
Tierrasanta, es una comunidad localizada en la ciudad de San Diego de California.

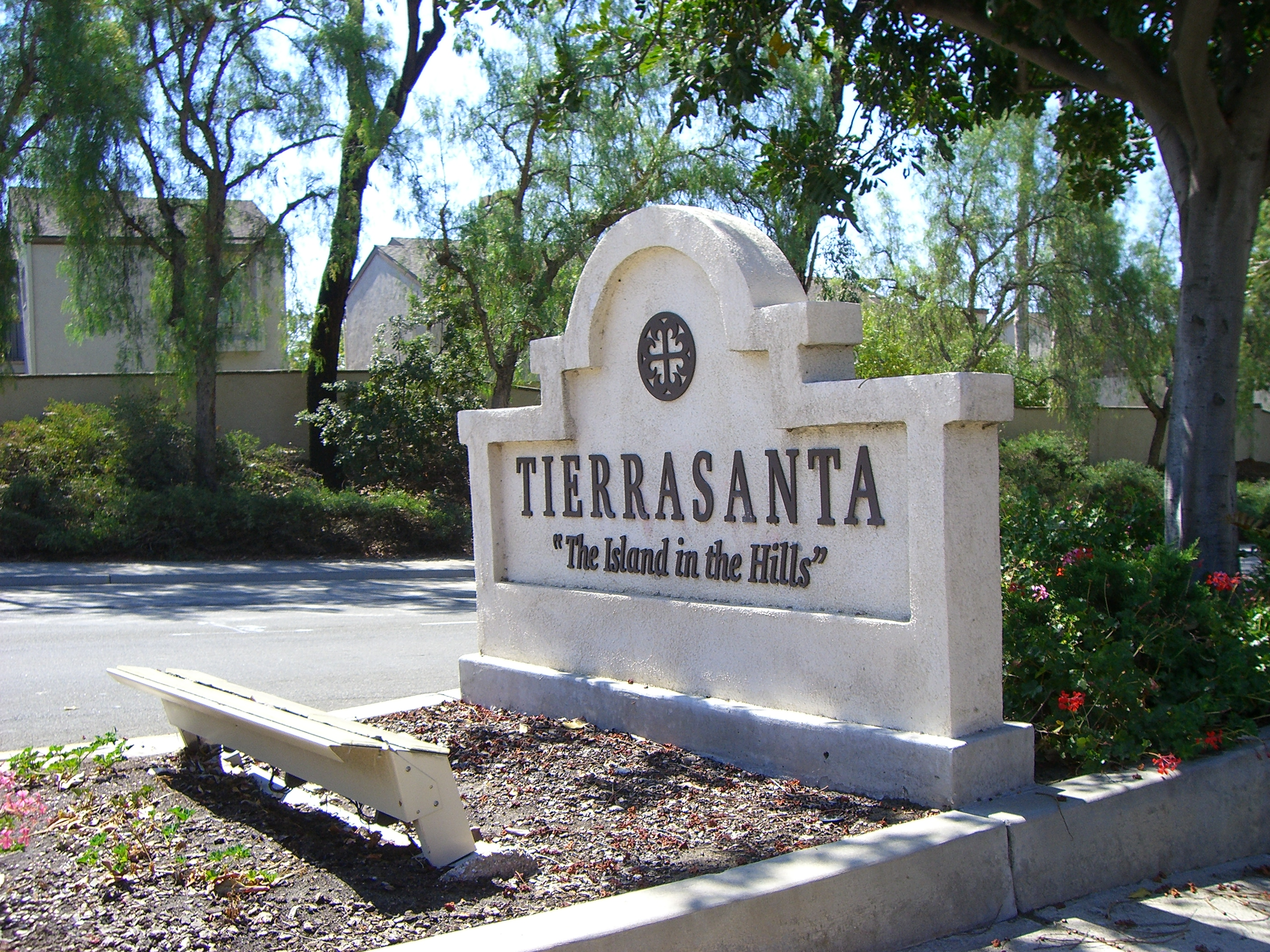
El letrero de Tierra Santa localizado en Santo Road.

## Historia
Tierrasanta fue originalmente parte del rancho de la Misión San Diego de Alcalá, que permaneció activo hasta los años 1700 y los años 1800s. La Armada de los Estados Unidos compró los terrenos en 1941 como el Camp Elliott, una instalación de entrenamiento de la infantería de marina. En 1961, el área de lo que ahora se conoce como Tierrasanta y una parte del vecino Mission Trails Regional Park fue declarado en superávit y se vendió. En los siguientes años, el Plan de la Comunidad Elliott fue para hacer un mapa de ruta para los desarrollos que se hacían en la zona. La actual Tierrasanta fue fundada en 1971. La actual comunidad de Tierrasanta fue fundada e incluye las zonas de lo que ahora se conoce como Mission Trails Regional Park. Para 1982 aproximadamente la mitad de las zonas residenciales privadas habían sido construidas. Tierrasanta terminó de construirse a principios de los años 1990, y para el año 2000 alcanzó una población de 30,187 (código postal 92124). Tierrasanta fue una de las primeras comunidades planificadas de San Diego, y localizada en el extremo sur de una serie de comunidades planificadas que iniciaron a construirse a lo largo del corredor de la I-15.
El 10 de diciembre de 1983, tres niños estaban jugando en un espacio abierto en el extremo de un callejón sin salida, cuando se encontraron lo que parecía ser un trozo oxidado de metal. Dos de los niños murieron cuando intentaron golpear la punta de un cartucho con 37-milímetros de explosivos. Desde entonces, se ordenó un completo barrido que ayudó a eliminar todos los demás artefactos militares. Al principio las familias que viven en Tierrasanta no habían sido notificadas a pesar del peligro. Después de este accidente, los bomberos empezaron a hacer visitas anuales a las escuelas locales hasta que se terminó de limpiar el área de los artefactos. El desarrollador del barrio y las familias presentaron una demanda por las víctimas por una cantidad sustancial de dinero. Más tarde, apareció un reportaje en programa 20/20 de ABC con el título Bombas en su patio por el corresponsal Tom Jarriel.

## Geografía
Numerosos cinturones verdes con senderos se encuentran a través de los cañones. Tierrasanta es una próspera área de residenciales lujosas, condominios, apartamentos, tres centros comerciales, una sucursal de la Biblioteca Pública de San Diego, y un parque de investigación. También Tierrasanta cuenta con varias escuelas de primaria y secundaria y están evaluadas con el 10%, 20%, o 30% a través del Índice de Desempeño Académico (API), las pruebas fueron hechas por el Departamento de Educación de California, así como la Preparatoria Junípero Serra.
Tierrasanta está situada como en una isla, ya que no limita directamente con otra comunidad. Es delimitada al norte por la autopista 52 y la expansión sur de los campos de MCAS Miramar, al este, por 5800 acres el Mission Trails Regional Parkl, en la cual tiene muchos lugares para caminatas y ciclismo de montaña, en el oeste limita con la Interestatal 15, y al sur con cañones empinados hacia el Río San Diego y Mission Valley. Las actividades comunitarias se centran en el Centro de Recreación de Tierrasanta Centro de Recreación, que incluye campos de fútbol, una gran piscina, pistas de tenis, un gimnasio, y salas de reuniones.
.